# Euptychia neomaenas
Euptychia neomaenas är en fjärilsart som beskrevs av Hayward 1967. Euptychia neomaenas ingår i släktet Euptychia och familjen praktfjärilar. Inga underarter finns listade i Catalogue of Life.